# Tesmoteti
Tesmoteta è il nome attribuito a sei dei nove arconti. A capo della repubblica ateniese vi erano "i nove arconti": l'arconte (ἄρχων) o eponimo, il re (βασιλεύς), il polemarco (πολέμαρχος) e i sei tesmoteti (ϑεσμοϑέται in greco antico). Questi ultimi, sebbene compresi coi primi in un'unica espressione collettiva, non avevano con essi alcun vincolo di collegialità.
Nell'età classica (sec. V e IV) i tesmoteti erano eletti a sorte ogni anno, tra gli aristocratici ateniesi. Al termine del loro mandato entravano a far parte dell'Areopàgo (organo giurisdizionale) presso il quale rimanevano per tutta la loro vita. Il loro ufficio era l'istruzione di un numero grandissimo di cause, pubbliche e private; fra le pubbliche, quelle per delitti contro lo stato: tentativi contro gli ordinamenti democratici, tradimenti, proposte di decreto in contrasto con le leggi, proposte di legge non accolte, reati commessi in qualità di pritano, di proedro, di επιστάτης, ecc. Erano di loro competenza anche i processi per reati che, sebbene ledessero direttamente il singolo, turbavano profondamente l'ordine giuridico e le libere istituzioni: oltracotanza, adulterio, sequestro di persona, lenocinio, prostituzione, furto, falsità in atto pubblico. Appartenevano al foro dei tesmoteti anche alcune cause private.
Nell'età ellenistica in cui vigono gli ordinamenti democratici, i tesmoteti hanno solo uffici formali; conservano le prove prodotte in istruttoria dalle parti e dirigono il dibattito davanti ai giudici del popolo. È possibile che in un periodo anteriore avessero il potere di giudicare le cause, emettendo anche delle sentenze. Si ritiene che la loro istituzione sia crollata quando, con il decadimento della monarchia, le attribuzioni del re venivano assunte dai magistrati civili, ma non è possibile determinarne con accuratezza la data.